# Gaucelmus augustinus
Gaucelmus augustinus là một loài nhện trong họ Nesticidae.
Loài này thuộc chi Gaucelmus. Gaucelmus augustinus được Eugen von Keyserling miêu tả năm 1884.